# Kim Crosby
Kim Crosby (Fort Smith, 11 luglio 1960) è un'attrice e soprano statunitense.
È nota soprattutto come interprete di musical e, in particolare, per la sua performance nel ruolo di Cenerentola nella produzione originale di Into the Woods (1987) di Stephen Sondheim e James Lapine, con Bernadette Peters, Joanna Gleason e il futuro marito Robert Westenberg. Tornerà a Broadway cinque anni dopo per recitare in un acclamato revival di Guys and Dolls. Nonostante abbia recitato a Broadway solo due volte, Kim Crosby è stata molto attiva nel panorama teatrale del Michigan e del Missouri, dove ha recitato in ruoli da protagonista in On the Twentieth Century (2001), My Fair Lady (2001), Camelot (2002), The Music Man (2004), Follies (2005) e Mary Poppins (2015).
È sposata con l'attore Robert Westenberg e la coppia ha avuto tre figli: Emily, Katherine e Joe.

## Filmografia
- American Playhouse - serie TV, 1 episodio (1991)
- Cosby indaga - serie TV, 1 episodio (1995)